# 函数等式
数学、特に解析的整数論における函数等式（かんすうとうしき、functional equation）は、数論的な L-函数が持っていることを期待される特徴的性質のひとつであり、（未だ多く推測的な内容を含むけれども）「函数等式斯くあるべし」という精巧な理論が存在する。

## ゼータの函数等式
例えばリーマンゼータ函数は、複素数 s と 1 − s における値の関係を示す函数等式をもつ。ただし、この文脈で扱う全ての場合においてリーマンゼータ函数 ζ(s) は、そもそもの無限級数としての定義から、解析接続を用いて一意的に定義域を拡張して得られる解析函数として扱われる。つまり（慣習に従って）s の実部を σ で表せば、リーマンゼータの函数等式は「σ > 1 の領域（定義級数が収斂する範囲）と σ < 0 の領域」の関係を述べると共に、「臨界帯」(critical strip) と呼ばれる 0 < σ < 1 の帯状領域からそれ自身へ直線 σ = 1/2 に対して鏡映的な関係をも示すものである。したがって、ガウス平面全域におけるリーマンゼータの研究において函数等式の利用は基本的である。
リーマンゼータの函数等式は
{\displaystyle \mathrm {Z} (s)=Z(1-s)}
という簡単な形をしている。ここで Ζ は ζ にガンマ函数から得られるガンマ因子 (gamma-factor) を掛けたものである。したがってこれはリーマンゼータのオイラー積に（無限素点に対応する）「余分な」因子が含まれるものとして読むことができる。まったく同じ形の函数等式を数体 K のデデキントゼータ函数（に K の埋め込み、代数の言葉で言えば K とある総実体 (totally real number field) とのテンソル積、のみに依存する適当なガンマ因子を掛けたもの）も満たす。

## L-函数の函数等式
同様の函数等式がディリクレの L-函数に対してもなりたつが、この場合の等式は変数と指標の対に対するもので、
{\displaystyle \Lambda (s,\chi )=\varepsilon \Lambda (1-s,\chi ^{*})}
というかたちになっている。ここで χ は原始ディリクレ指標で、χ∗ はその複素共軛、Λ は L-函数にガンマ因子を掛けたものである。また、ε は χ から得られるガウス和 G(χ) によって
{\displaystyle G(\chi ) \over {\left|G(\chi )\right\vert }}
の形に表される絶対値が 1 の複素数である。この L-函数の函数等式で両辺が同じ函数についての等式となるのは、χ が {−1, 0, 1} に値をとる実指標 (real character) である場合、かつその場合に限る。このとき ε は 1 か −1 のいずれかでなければならず、とくに ε = −1 のときは Λ(s) の零点が σ = 1/2 上にあることが従う。（実質的にガウスによる）ガウス和の理論に従えば、ε の値は常に 1 であり、したがってそのような一位の零点 (simple zero) は存在しない（函数はその点に関して偶である）。

## 函数等式の一般論
このような函数等式についての理論をまとめあげたのはエーリッヒ・ヘッケであり、またジョン・テイトが自身の修士論文として再び採り上げている。ヘッケは今日ヘッケ量指標と呼ばれる数体の一般化指標を発見し、それによって（テータ函数に基づく）証明を完成させた。これらの指標およびそれに付随する L-函数は、今日では（ディリクレ指標が円分体に関係するのと同様に）虚数乗法に強く関係するものと理解されている。
エタールコホモロジーにおけるポワンカレ双対性（の類似）に対する基本的レベルから生じる局所ゼータ函数に対しても函数等式が成立する。数体 K 上の代数多様体 V に対するハッセ-ヴェイユゼータ函数（これは素イデアルを法とする還元で局所ゼータになる）のオイラー積は、大域的函数等式を持つであろうと予想されているが、現在のところ特別な場合を除いて証明には至っていない。定義はエタールコホモロジー論から直接読み取ることができるが、一般に保型形式論に由来するいくつかの仮定は函数等式を要求するものであると見ることができる。谷山・志村予想はこのような一般論における特別の場合を論ずるものであった。ガンマ因子の特徴をホッジ理論と関連付け、予期される ε-因子を詳しく調べることによって、経験的なものであった理論は（証明こそ得られていなかったものの）極めて洗練されたものへと変わっていった。

## 注
1. ↑  J. T. Tate (1950), “Fourier analysis in number fields and Hecke's zeta-functions”, in J. W. S. Cassels and A. Fröhlich, Algebraic Number Theory, Academic Press, 1967, pp. 305-347, ISBN 0-12-163251-2